# Sáltojávrásj (Jokkmokks socken, Lappland, 736998-165844)
Sáltojávrásj (äldre stavning Saltojauratj) är en sjö i Jokkmokks kommun i Lappland och ingår i Luleälvens huvudavrinningsområde. Sjön har en area på 0,0499 kvadratkilometer och ligger 546,6 meter över havet. Sáltojávrásj ligger i Udtja Natura 2000-område.

## Delavrinningsområde
Sáltojávrásj ingår i det delavrinningsområde (737270-165788) som SMHI kallar för Utloppet av Lulle-Akojaure. Medelhöjden är 556 meter över havet och ytan är 22,35 kvadratkilometer. Det finns inga avrinningsområden uppströms utan avrinningsområdet är högsta punkten. Akkojåkkå som avvattnar avrinningsområdet har biflödesordning 4, vilket innebär att vattnet flödar genom totalt 4 vattendrag innan det når havet efter 245 kilometer. Avrinningsområdet består mestadels av skog (74 procent) och sankmarker (17 procent). Avrinningsområdet har 1,9 kvadratkilometer vattenytor vilket ger det en sjöprocent på 8,5 procent.